# Kissing in the Moonlight
Kissing in the Moonlight är en sång skriven av Norell Oson Bard som spelades in av Boppers.
Keith Almgren skrev en text på svenska som heter Varje gång jag ser dig till Barbados album "Barbados" 1994.
Låten finns även i en version som heter Jag Levde I En Drömvärld och spelades in av Lasse Stefanz på albumet Ensam I Ett Regn. Då var även Lars Sandberg med och skrev låten. 